# Pluhár István
Pluhár István, alias Pápay (Tata-Tóváros, 1893. december 10. – Budapest, 1970. december 1.) magyar labdarúgó, sportújságíró, újságíró, testnevelési főiskolai tanár (1931–1944), rádiós sportriporter.

## Pályafutása

### Játékosként
Győrött érettségizett, az ottani Egyetértés Tornaosztálynál kezdett sportolni. Joghallgatóként a budapesti tudományegyetemen, a BEAC sportolója lett. Az egyetemi klub színeiben Pápay névvel mint jobbfedezet és jobbszélső kétszer volt válogatott labdarúgó, 1921-ben. 1928-ban abbahagyta a rendszeres sportolást.

### Újságíróként
1915-től a Pénzügyminisztérium számvevőségének díjnoka lett. Ugyanekkor Culi Nándor felkérésére a BEAC-mérkőzésekről kezdett tudósításokat írni több lap számára. 1920-tól a Nemzeti Sport tudósítója, 1924-től rovatvezetője, majd 1933 végéig főmunkatársa. Tudósítóként sok külföldi mérkőzésen szerepelt. Egyidejűleg a Testnevelési Főiskolán a labdarúgás tanára (1931–44) s a Testnevelés című lap szerkesztője (1934–44) volt.

### Rádióriporterként
1930-ban a TF-en tanított, amikor – mint kétszeres válogatott futballistát – felkérték, hogy közvetítse a Magyarország–Olaszország (0:5) Európa Kupa labdarúgó-mérkőzést. Ekkor állt először a Magyar Rádió mikrofonja elé (1930. máj. 11.). Életében nem csinált még hasonlót, de nem sokat tanították, fölvitték a lelátó tetejére, és annyit mondtak neki, hogy itt a mikrofon, lehet beszélni. A premier olyan jól sikerült, hogy a másnapi lapok azt írták: a legjobb játékos Pluhár volt. 1930-tól dolgozott a Rákóczi úti négyszobás lakásból időközben a mai épületébe költöző rádióban. 1933-tól a Magyar Rádió sportriportere, ő közvetítette a jelentős labdarúgó- és vízilabda-mérkőzéseket. Különösen a berlini olimpiáról 1936-ban adott rádióközvetítései voltak emlékezetesek, ahol mind a tíz magyar aranyérmet a helyszínről ünnepelte. A második világháborút követően,,1945-től mint a Magyar Rádió riportere tovább dolgozott. 1947-től a rádióban is megkezdődött a politikai tisztogatás, a kitűnő sportriporter egyesek szemében megbízhatatlanná vált.

### Sportvezetőként
A Vértesszőlősi Sportegyesület (VSE) 1932 márciusában alakult sportszerető falusi fiatalok kezdeményezésére, a labdarúgásra épülve. Az egyesület eddigi elnökei: Pluhár István, Kormány Károly, Slezák Béla stb.

## Pápay vagy Pluhár?
A Pápay nevet Földessy János, a BEAC intézője találta ki Pluhár István számára, s rendszerint így írta be a meccskönyvekbe a nevét. Pluhár azonban soha nem akart "magyarosítani", így a Pápay nevet csak a labdarúgóként használta. Ebben szerepet játszott az a meghatározó élménye is, amikor édesapját megkérdezte a "honosításról", az szomorúan visszakérdezett: "Neked, fiam, nem jó az én nevem?"

## Statisztika

### Mérkőzései a válogatottban
| Magyarország | Magyarország       | Magyarország                    | Magyarország | Magyarország | Magyarország  | Magyarország | Magyarország | Magyarország |
| #            | Dátum              | Helyszín                        | Hazai        | Eredmény     | Vendég        | Kiírás       | Gólok        | Esemény      |
| ------------ | ------------------ | ------------------------------- | ------------ | ------------ | ------------- | ------------ | ------------ | ------------ |
| 1.           | 1921. november 6.  | Budapest, Üllői úti pálya       | Magyarország | 4 – 2        | Svédország    | barátságos   | -            | 46'          |
| 2.           | 1921. december 18. | Budapest, Hungária körúti pálya | Magyarország | 1 – 0        | Lengyelország | barátságos   | -            |              |
|              | Összesen           |                                 |              | 2            | mérkőzés      |              | 0            | gól          |

## Emlékezete
- Alakja felbukkan (sportriporteri minőségében, említés szintjén) Kondor Vilmos magyar író Budapest noir című bűnügyi regényében.
- 2014-ben Tatán, a tornacsarnok belső, udvari bejárata mellett emléktáblát helyezteke el tiszteletére.[6]

## Írásai
- Sportok könyve (szerkesztő), Káldor Könyvkiadó vállalat, Budapest, 1935
- A berlini olimpia (Budapest, 1936) – Az 1936. évi berlini olimpia története, 400 képpel
- Magyarországi Sportegyesületek története (szerkesztő, Budapest, 1942)
- Az Országos Sportközpont kebelében működő magyarországi sportegyesületek története (szerkesztő, Budapest, 1942)
- Svéd világ, svéd sport (Budapest, 1943)
- Szerelmünk, a mikrofon (Szepesi Györggyel) – Sport Kiadó, Budapest, 1967
- Játszottam, oktattam, tudósítottam (New York, 1977)